# Katarzyna Kaczmarek
Katarzyna Kaczmarek (ur. 1956) – polska aktorka filmowa.

## Życiorys
Aktorka, mając 16 lat, odważnie zadebiutowała jedną z głównych ról w filmie "Rewizja osobista" z 1972 roku, odgrywając także sceny rozbierane. Rok później zagrała w filmie "Godzina szczytu" z 1973 roku, w którym rola wymagała ponownego rozebrania się. Jako aktorka wystąpiła jeszcze w filmie "Alabama" z 1984 roku, po czym wycofała się z zawodu.

## Filmografia[3]
- Rewizja osobista (1972) – Krystyna, kuzynka pani Basi
- Godzina szczytu (1973) – Bożena, sekretarka dyrektora Krzysztofa Maksymowicza
- Alabama (1984)